# Josep Forteza-Rey Forteza
Josep Forteza Rey Forteza (Palma, 1912-1999) va ser un odontòleg mallorquí.
Fill d'Ignasi Forteza Rey. Estudià medicina a la Universitat de Barcelona i a la de Santiago, i odontologia a Madrid (1941). A Barcelona va participar en el grup de Batista i Roca organitzat entorn de la revista Palestra. Va fundar la secció Al·lots de Muntanya a l'Associació per la Cultura de Mallorca. D'idees republicanes i mallorquinistes, va col·laborar amb Francesc de Sales Aguiló. Va ser el director de la clínica dental Forteza-Rey de Palma (1953-1975). El 1956 va ser membre de la junta directiva del Congrés Internacional d'Odontologia, celebrat a Palma. El 1962 participà en la fundació de l'Obra Cultural Balear. Publicà treballs a la "Revista Española de Odontoestomatologia", que li lliurà el premi al millor article publicat el 1961. És autor del llibre Ionoforesis en conductoterapia (1974).